# Conde de Bracial
Conde de Bracial é um título nobiliárquico criado por D. Luís I de Portugal, por Decreto de 21 de Dezembro de 1882, em favor de Jacinto Pais de Matos Falcão.
Titulares
1. Jacinto Pais de Matos Falcão, 1.º Conde de Bracial;
2. António Pais Champalimaud de Matos Moreira Falcão, 2.º Conde de Bracial, 1.º Visconde de Santiago do Cacém.